# Antipositivismo
Per antipositivismo s'intende non una corrente univoca, ma un orientamento di pensiero di autori che fanno capo a concezioni filosofiche diverse tra loro, ma accomunate  da una forte opposizione al positivismo. 
Come osserva Nicola Abbagnano: «Nonostante questa profonda incidenza culturale, il Positivismo...ha finito per sembrare un nuovo dogmatismo, avente la pretesa di racchiudere l'uomo negli schemi riduttivi della scienza. Anzi, il Positivismo... è apparso come una nuova metafisica della scienza...Tutto ciò spiega la massiccia "reazione antipositivistica" che ha caratterizzato la filosofia degli ultimi decenni dell'Ottocento e degli inizi del Novecento.» A questa reazione ha contribuito lo sviluppo stesso delle scienze avvenuto proprio in contrasto con «il quadro gnoseologico ed epistemologico del Positivismo» 
Nascono così, tra la fine dell'Ottocento e i primi del Novecento, filosofie che hanno in comune una intensa opposizione al positivismo rivendicando, soprattutto in Francia con Émile Boutroux, Maurice Blondel, Henri Bergson il carattere spiritualista del pensiero indirizzato a «...riconoscere il primato della coscienza nell'interpretazione della realtà e a concepire la filosofia come auscultazione interiore e ripiegamento dell'anima su se stessa...»  e altre correnti di pensiero come il neoidealismo di Samuel Alexander, di Alfred North Whitehead e, in Italia, di Benedetto Croce e di Giovanni Gentile che vogliono riaffermare la storia, «come sfera della libertà e dello spirito, e quindi di ogni valore morale, rispetto a quello della scienza sperimentale, come sfera della necessità e della natura, irresponsabile e perciò scevra di valori.» 
Diverse correnti idealistiche hanno apprezzato l'intento antimetafisico e antiastrattistico, del positivismo e hanno voluto presentarsi esse stesse come dotate di una maggiore "positività" nella loro stessa interpretazione del reale: «così, per es., tanto il pragmatismo del James e dello Schiller quanto l'intuizionismo del Bergson e la fenomenologia del Husserl si sono talora definiti come migliore o assoluto positivismo, e lo stesso termine è stato qualche volta usato anche a proposito dell'idealismo italiano contemporaneo (pur così antipositivistico nel suo iniziale atteggiamento polemico) per alludere al suo carattere di piena giustificazione della concreta esperienza.» 
Con il termine "antipositivismo" s'intende anche un diverso metodo d'indagine nello studio dei fenomeni sociali che si sostiene non possano essere indagati allo stesso modo dei fenomeni naturali utilizzando statistiche e esperimenti. Gli aderenti a questa corrente sociologica, chiamata anche "interpretativismo" o "sociologia interpretativa", si basano nei loro studi sulla ricerca etnografica, sulle conversazioni e analisi o su interviste aperte. 